# Rrëshen
Rrëshen ([rəʃɛn]; bepaalde vorm: Rrësheni) is na de gemeentelijke herinrichting van 2015 een deelgemeente (njësitë administrative përbërëse) van de Albanese stad (bashkia) Mirditë in de prefectuur Lezhë.
Als administratief centrum beschikt Rrëshen over overheidsinstellingen, middelbare scholen, een hospitaal, een uit het communistische tijdperk stammend cultureel centrum en een aantal hotels en restaurants. Voorts is de stad de zetel van het rooms-katholieke bisdom Rrëshen.

## Geografie
Rrëshen ligt circa 50 kilometer ten noorden van Tirana en ongeveer 25 kilometer oostelijk van prefectuurshoofdstad Lezhë en de Adriatische Zeekust. Niet ver van de stad bevindt zich de samenvloeiing van de Fan i Madh ('grote Fan'), de Fan i Vogël ('kleine Fan') en de Zmeja, die op die manier de rivier de Fan vormen. Het stadscentrum strekt zich vanuit het stroomgebied van de Zmeja uit over een berghelling. Aan het eind van de hellende hoofdstraat ligt het centrale plein van Rrëshen.
De kernen van Rrëshen zijn Bukmirë, Fushë-Lumth, Gëziq, Jezull, Kodër Rrëshen, Kulmë, Lurth, Malaj, Malaj Epërm, Ndërfan, Ndërfushas, Rrëshen, Sheshaj, Tarazh en Tenë.

## Geboren
- Fatmir Vata (1971), voetballer
- Eugent Bushpepa (1984), zanger
- Adrola Dushi (1990), Miss Universe Albania 2012